# Carlia eothen
Carlia eothen — вид сцинкоподібних ящірок родини сцинкових (Scincidae). Ендемік Папуа Нової Гвінеї.

## Поширення і екологія
Carlia eothen мешкають на південному заході Нової Гвінеї, в районі затоки Мілн, а також на островах Д'Антркасто, Тробріана, Вудларк і на островах архіпелагу Луїзіада. Вони живуть у вологих тропічних лісах, у відкритих вторинних заростях і порушених середовищах, на висоті до 500 м над рівнем моря..